# 北京网球中心
39°50′56.80″N 116°24′25.60″E / 39.8491111°N 116.4071111°E
北京网球中心，前身为木樨园网球中心，又称为光彩网球中心，是位于中国北京的一个网球场地。
在2001年北京大运会之前这些球场隶属于北京市木樨园体育运动技术学校，也被称为木樨园网球中心，承办了北京大运会网球比赛，借此机会该球场进行了翻新和扩建已达到承办标准。之后该场地被广泛叫做光彩网球中心。
2004年为了承办中国网球公开赛，光彩网球中心再次进行了工程评估和翻修工作，在原有基础上进行了主体育场和副场的建设，并将名称正式更改为北京网球中心。主球场建成后共有21片场地，中心球场可容纳10,000人。2008年后中国网球公开赛迁移到了国家网球中心。
由于不再举办任何ATP或WTA级别的网球赛事，该场馆的未来尚不明朗。目前主要作为群众运动场地或者举办北京市级别网球比赛。